# El Copey
El Copey é um município da Colômbia, localizado no departamento de Cesar.